# Saimir Tahiri
Saimir Bashkim Tahiri (* 30. Oktober 1979 in Tirana) ist ein albanischer Politiker (PS). Zwischen 2013 und 2017 war er Innenminister im Kabinett Rama I unter Ministerpräsident Edi Rama.

## Ausbildung und politische Laufbahn
Tahiri studierte Rechtswissenschaften an der Juristischen Fakultät der Universität Tirana, und anschließend schloss er dort auch ein postgraduales Studium ab. Zurzeit verfolgt er ein Doktorstudium in Recht.
Tahiri wurde 2009 bei den Parlamentswahlen erstmals ins Kuvendi i Shqipërisë als Vertreter des Qarks Tirana gewählt. Er war von 2009 bis 2013 stellvertretender Fraktionsvorsitzender der Sozialistischen Partei im Parlament und außerdem Mitglied der Parlamentskommission für rechtliche Fragen, öffentliche Verwaltung und Menschenrechte. Gleichzeitig ist Tahiri Präsident der Sozialisten im Qark Tirana.
Am 31. Juli 2013 wurde von Edi Rama die Aufteilung der Ministerien in seiner künftigen Regierung bekannt gegeben. Saimir Tahiri wurde demnach zum Innenminister vorgeschlagen, was am 15. September 2013 vom Parlament mehrheitlich auch angenommen wurde, und er danach vom Präsidenten vereidigt wurde. Am nächsten Tag übernahm Tahiri offiziell das Innenministerium und trat somit die Nachfolge von Flamur Noka (PD) an. Im März 2017 dankte er ab und überließ Fatmir Xhafaj den Posten des Innenministers, um als Kandidat an den Kommunalwahlen in Kavaja teilzunehmen, wo er jedoch gegen den Kandidaten der Demokraten, Isa Sakja, unterlag. Bei den Wahlen 2017 wurde er wieder ins Parlament gewählt.
Am 3. Mai 2018 legte Tahiri sein Parlamentsmandat zurück, um sich gerichtlichen Anschuldigungen, er sei in Drogengeschäfte verwickelt, zu stellen.

## Vorwürfe krimineller Machenschaften
Die Staatsanwaltschaft erhob im Oktober 2017 Anklage gegen den von der parlamentarischen Immunität geschützten Saimir Tahiri, nachdem Vorwürfe bekannt wurden, dass er in Drogengeschäfte verwickelt sei. Albanische Drogenhändler, die in Italien von der dortigen Polizei observiert worden waren, nannten in heimlich aufgezeichneten Gesprächen wiederholt Tahiris Namen und dass er viel Geld erhalten habe. Tahiri beteuerte seine Unschuld.
Tahiri wurde im September 2019 in erster Instanz wegen Amtsmissbrauch schuldig gesprochen und zu drei Jahren und vier Monaten Gefängnis auf Bewährung verurteilt. Vom Vorwurf des internationalen Drogenhandels und der Beteiligung an einer kriminellen Organisation wurde er freigesprochen. Tahiri kündigte an, gegen das Urteil Berufung einzulegen. Die Opposition bezeichnet das Urteil als zu mild, der Vorsitzende der oppositionellen Demokratischen Partei, Lulzim Basha, vermutet dahinter den Schutz Tahiris durch Premierminister Edi Rama. Im Februar 2022 wurde das Urteil von einem Spezialgericht für Korruption und organisiertes Verbrechen bestätigt, die Strafe aber ohne Bewährung ausgesprochen.